# Psylliodes cucullatus
Psylliodes cucullatus är en skalbaggsart som först beskrevs av Johann Karl Wilhelm Illiger 1807.  I den svenska databasen Dyntaxa används istället namnet Psylliodes cucullata. Psylliodes cucullatus ingår i släktet Psylliodes och familjen bladbaggar. Arten är reproducerande i Sverige. Inga underarter finns listade i Catalogue of Life.